# オーガスタス・フレデリック・クリストファー・コールマン
オーガスタス・フレデリック・クリストファー・コールマン（Augustus Frederic Christopher Kollmann 1756年3月21日 - 1829年4月19日）は、ドイツ生まれの作曲家、音楽理論家。

## 生涯
コールマンはハノーファー近郊のエンゲルボステルに生まれた。彼の父はオルガニストと学校長を兼務しており、彼の兄弟のゲオルグ・クリストフ（Geroge-）はハンブルクでよく知られたオルガニストとなった。コールマンは1770年から1772年にかけての2年間ハノーファーの学校の2番目の学級で学んだ後、1772年に1番目の学級へと移った。彼の指導に当たったのはテューリンゲン出身のヨハン・クリスティアン・ベットナー（Johann Christian Böttner 1731年-1800年）であり、師からの影響によりコールマンはバッハに傾倒していく。コールマンは1779年に学校長のための訓練校に合格して体系的な指導法を体得しており、これが後になって音楽教育者としての活動に活かされることになった。彼は1781年にリューネブルクにあるプロテスタントの修道院、もしくは貴族階級の婦人のための学校の校長並びにオルガニストに任用された。
1782年になるとコールマンはイングランドへと居を移し、同年9月17日にロンドンのロイヤル・ジャーマン・チャペルで働き始めた。1784年4月9日にチャペルの管理を任され、彼は生涯その役職に留まった。1792年にジョージ3世がチャペルに小型のオルガンを寄贈すると、チャペルの「事務員」であったコールマンが没するまでその楽器を演奏し続けた。1809年には宮殿が火災に見舞われたが、その際彼は消防隊がチャペルを破壊すべく中に入ろうとするのを、実力行使で妨害したとされる。コールマンは1786年4月16日設立の新音楽基金（New Musical Fund）の創設メンバーであったようであり、生涯を通じて基金の一員として貢献した。
コールマンは1829年4月19日にロンドンで没している。彼の死を伝えるイギリスの文芸雑誌Literary Gazetteはこう記している。「何人たりともこの優れた作家ほどに、生涯を通じて誰からも尊敬され得るようなことはない。彼の記憶は音楽科学の百科事典に指定されてもおかしくない、彼の作品群の中に生き続けるのである。」

## 作品

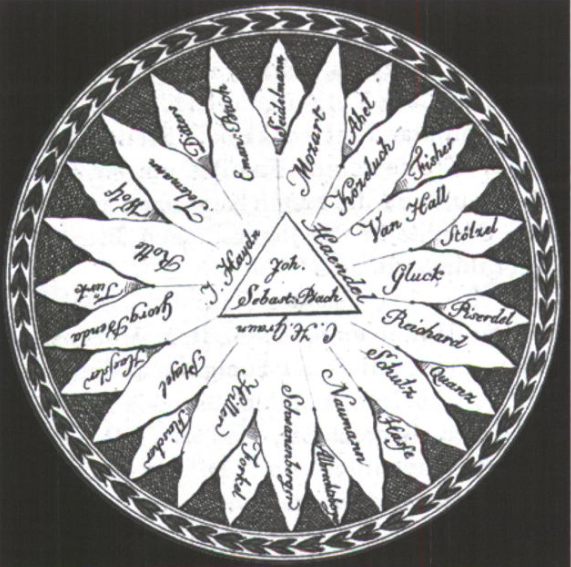
コールマンは1799年10月にAllgemeine Musikalische Zeitungにバッハを太陽の中心に見立てた図表を掲載した。ここにはヨハン・ニコラウス・フォーケルの名前も見られる。

1799年、当時の有力な音楽雑誌にコールマンが作成した「作曲家の太陽」図が発表された。あらゆる音楽の知の発祥元としてバッハが中心に据えられ、周りをヘンデル、グラウン、ハイドンが取り囲み、さらにその周囲を他の作曲家が取り巻くように配置されている。コールマンはピアノ協奏曲、室内楽曲、歌曲を作曲した。1786年にインド交易船であったHalsewell号が難破して約170人が溺死する事故があったが、彼は惨事の記憶に交響曲『The shipwreck, or the Loss of the East Indiaman Halsewell』を出版した。
コールマンはヨハン・フィリップ・キルンベルガーの理論に基づいて音楽理論の論文を発表し、バッハの音楽が基礎であると位置づけた。そうした論文には『和声に関する小論 An Essay on Musical Harmony』（1796年）や『実践的作曲に関する小論 An Essay on Practical Musical Composition』（1799年）などがあり、前者において彼は独奏時には「オルガンと他の調性の楽器は、一部の調律師がしている程でないにせよ異なる調律がなされるべきであり、そうすることで実に攻撃的な和声を生み出すことができる。」と述べている。また、後者においては演奏会がC.P.E.バッハの『陽気な人と憂鬱な人の会話』のように、部分同士の対立を象徴する場となり得ると論じている。コールマンは初めて協奏曲の構成の基礎としてのトゥッティとソロの交代を一切無視し、和声的処理によってそれを代替させた。
コールマンの『通奏低音への実践的手引き A Practical Guide to Thorough Bass』（1801年）への好意的書評は、次のように書き始められている。「この作品で展開される方法論と体系化においてコールマン氏のあらゆる教示が秀でており、音楽系の読者であれば誰にとっても有用な書物であることは明らかだろう。」コールマンは『季刊音楽記録 Quarterly Musical Register』の1812年1月1日出版号を執筆、編纂した。出典によってはヨハン・ニコラウス・フォーケルが1802年にドイツ語で著した『ヨハン・ゼバスティアン・バッハの生涯、天才性と作品について On Johann Sebastian Bach's Life, Genius and Works』の、1820年のロンドンで出版された版の翻訳者がコールマンなのではないかとされている。

## 家族構成
コールマンは1783年にクリスティーナ（Christina）と結婚し、2人の子供をもうけた。1786年7月20日生まれのジョアンナ・ソフィー（Joanna Sophie）と1789年1月30日生まれのジョージ・オーガスタス（George Augustus）であり、彼は母クリスティーナが43歳の時に産んだ子供であった。ジョアンナは1806年3月13日に初めて舞台に登場し、新音楽基金の演奏会でモーツァルトの1シーンを公の場で歌った。彼女が最後に歌った記録が残るのは、1811年6月24日に行われた半島戦争に苦しむポルトガル人のために義捐金を集める演奏会である。
コールマンの息子のジョージは1829年に父の跡を継ぎ、「国王陛下のセント・ジェームズ、ジャーマン・ルター派チャペルのオルガニスト、事務員、管理人」となった。この年にロイヤル・アカデミーが彫刻家のジョゼフ・ケンドリック作製によるコールマンの胸像を設置した。ケンドリックは音楽一家の生まれで、コールマンとは親しい仲であった。またロイヤル・アカデミーは1834年にも、ケンドリックの娘であるエマによるジョアンナ・コールマンの肖像を展示している。ジョージは腎臓の疾患によって1845年3月19日にこの世を去った。その後、ジョアンナがチェペルの管理人の仕事を引き継いだ。彼女は1849年5月に生涯を終えている。

## 主要作品
- Kollmann, Augustus Frederic Christopher (1792). An Introduction to the art of Preluding and Extemporizing in Six Lessons for the Harpsichord or Harp, Opus 3. London: R.Wornum
- Kollmann, Augustus Frederic Christopher (1796). An Essay on Musical Harmony, According to the Nature of that Science and the Principles of the Greatest Musical Authors. Elibron.com. ISBN 978-1-4021-8489-5 2013年2月2日閲覧。
- Kollmann, Augustus Frederic Christopher (1799). An Essay on Practical Musical Composition, According to the Nature of that Science and the Principles of the Greatest Musical Authors. By Augustus Frederic Christopher Kollmann, Organist of His Majesty's German Chapel at St. James. author, (Friary, St. James's palace), and to be had of him; at Mr. Dale's, No. 19, Cornhill, and No. 132, Oxford Street;-at Messrs. Longman, Clementi, and Company No. 26, Cheapside;-at Mr. Smart's, the corner of Argyll Street, Oxford Street; and at the other principal music shops; also at Mr. Low's, No. 7, Berwick Street, Soho 2013年2月2日閲覧。
- Kollmann, Augustus Frederic Christopher (1801). A Practical Guide to Thorough-bass. The author 2013年2月2日閲覧。
- Kollmann, Augustus Frederic Christopher; King, Matthew Peter (1801). A.F.C. Kollmann's Vindication of a Passage in His Practical Guide to Thorough-bass, Against an Advertisement of Mr. M.P. King. author 2013年2月2日閲覧。
- Kollmann, Augustus Frederic Christopher (1806). A New Theory of Musical Harmony, According to a Complete and Natural System of that Science. W.Bulmer 2013年2月2日閲覧。
- Kollmann, Augustus Frederic Christopher (1807). A Second Practical Guide to Thorough Bass. author 2013年2月2日閲覧。
- Kollmann, Augustus Frederic Christopher (1822). Twelve Analysed Fugues, with Double Counterpoints in All Intervals, and Introductory Explanations. Composed for Two Performers on One Piano Forte ... Opera X.. author 2013年2月2日閲覧。